# Zsanett Bragmayer
Zsanett Bragmayer (nacida como Zsanett Horváth, 29 de marzo de 1994) es una deportista húngara que compite en triatlón, acuatlón y duatlón.
Ganó una medalla de bronce en los Juegos Europeos de Cracovia 2023 en triatlón, en la prueba de relevo mixto.
En acuatlón obtuvo dos medallas en el Campeonato Mundial, plata en 2019 y oro en 2023, y una medalla de bronce en el Campeonato Europeo de 2017. En duatlón consiguió una medalla de plata en el Campeonato Mundial de 2023.

## Palmarés internacional
| Juegos Europeos | Juegos Europeos    | Juegos Europeos   | Juegos Europeos |
| Año             | Lugar              | Medalla           | Prueba          |
| --------------- | ------------------ | ----------------- | --------------- |
| 2023            | Cracovia (Polonia) | Medalla de bronce | Relevo mixto    |

| Campeonato Mundial | Campeonato Mundial      | Campeonato Mundial | Campeonato Mundial |
| Año                | Lugar                   | Medalla            | Prueba             |
| ------------------ | ----------------------- | ------------------ | ------------------ |
| 2019               | Pontevedra (España)     | Medalla de plata   | Individual         |
| 2023               | Ibiza (España)          | Medalla de oro     | Individual         |
| Campeonato Europeo |                         |                    |                    |
| Año                | Lugar                   | Medalla            | Prueba             |
| 2017               | Bratislava (Eslovaquia) | Medalla de bronce  | Individual         |

| Campeonato Mundial | Campeonato Mundial | Campeonato Mundial | Campeonato Mundial |
| Año                | Lugar              | Medalla            | Prueba             |
| ------------------ | ------------------ | ------------------ | ------------------ |
| 2023               | Ibiza (España)     | Medalla de plata   | Individual         |